# Igreja de Santo Ivo em La Sapienza
Sant'Ivo alla Sapienza ou Igreja de Santo Ivo em La Sapienza é uma igreja de Roma, Itália, construída entre 1642 e 1660 pelo arquiteto Francesco Borromini. É considerada uma das obras primas do barroco romano. Está localizada no fundo de um pátio no Corso del Rinascimento. O complexo onde fica a igreja abriga atualmente o Arquivo Municipal.
No século XIV havia uma capela no local para servir o palácio da Universidade de Roma (conhecida como La Sapienza) e dedicada a Santo Ivo de Kermartin, padroeiro dos juristas. Quando um projeto foi encomendado a Borromini, ele simplesmente adaptou o palácio já existente e escolheu uma planta similar a uma estrela de David (um símbolo que na época era conhecido como "estrela de Salomão" e representava "sabedoria") e fundiu a fachada curva da igreja com o pátio do palácio. A lanterna espiralada da cúpula foi outra grande novidade. 

## Exterior
A igreja se ergue no final de uma alameda de prédios para que a fachada possa ser vista de todos os pontos da rua, o que sugere um planejamento amplo por Borromini. A arquitetura barroca difere da renascentista ao mudar do plano centralizado para outras orientações, deslocando os edifícios como igrejas, que deixaram o plano principal e foram para o fundo, mesmo mantendo sua importância social. Esta simbologia é especialmente verdadeira no caso de Sant'Ivo, escondida no fundo de sua alameda. Um pátio, conhecido como "Pátio de Giacomo della Porta", leva à entrada Sant'Ivo. Indiscutivelmente, o pátio e os edifícios vizinhos que emolduram a igreja servem para criar uma dimensão separada na alameda, na qual a alta cúpula, se erguendo acima da fachada é o ponto focal dominante, e confere ao edifício um grande poder de cativar o observador.

Geometria de Sant'Ivo.

A fachada de Sant'Ivo é côncava, moldando a igreja ao formato da alameda como se a completasse. Ela parece uma continuação dos arcos da alameda, mas com as aberturas preenchidas por pequenas janelas, uma porta e uma grande janela de vidro sobre a porta. Acima da fachada está um grande parapeito que aumenta a grandiosidade da cúpula.
Um aspecto importante da igreja é a lanterna acima da cúpula, uma dinâmica espiral encimada por uma cruz.

## Interior
O interior de Sant'Ivo é único por causa das formas incorporadas em sua rotunda. Borromini já era conhecido por fundir formas geométricas e também pelo uso que fazia do pareamento de colunas para facilitar curvas, como fez de forma muito harmoniosa em San Carlino. Mas para Sant'Ivo, ele não misturou formas. Sua rotunda foi concebida a partir de formas diferentes, um triângulo com seus três ângulos cortados como se tivessem sido mordidos e semi-círculos posicionados entre as três linhas do triângulo. Apesar da mudança em relação aos suaves alinhamentos geométricos de San Carlino para as abruptas curvas geométricas de Sant'Ivo, os dois edifícios exibem uma harmonia entre bordas pontudas, curvas e esferas. Borromini utilizou curvas (os semi-círculos) e bordas (as pontas do triângulo) em quantidades idênticas para definir o formato da rotunda e esta mistura entre bordas e curvas é, indiscutivelmente, a mais evidente assinatura de Borromini.
Outro detalhe é que as janelas associadas com as seções circulares da cúpula são maiores do que as associadas com as bordas. Numa das seções pontudas fica a entrada enquanto que o altar, do lado oposto, está numa "seção redonda". As outras duas seções redondas e pontudas, de ambos os lados, seguem o mesmo padrão entre si. Através das aberturas na lanterna, a luz do sol ilumina a cúpula através de um óculo. Borromini mandou instalar um talismã com o formato de uma abelha voando no teto da lanterna, o símbolo da família de Urbano VIII Barberini, que patrocinou a construção de Sant'Ivo.
Os corredores de arcos que circundam as alas direita e esquerda não são interrompidos pela igreja. O espaço entre os arcos e as paredes nos corredores continuam para além das laterais da igreja e cada um dos corredores apresenta uma porta de entrada para a igreja. Estas levam até os aposentos hexagonais (um de cada lado), que, por sua vez, estão ligados à rotunda e também às pequenas janelas da fachada. Atrás do altar-mor estão mais duas salas hexagonais com janelas alinhadas no fundo. 
As paredes internas e a cúpula da rotunda foram cobertas por Borromini com esculturas e estampas. Em cada seção pontuda e redonda estão colunas de estrelas subindo do rosto de um anjo alado. Uma diferença observável entre os segmentos retos e redondos é que estes exibem um motivo de seis ovos numa formação piramidal e com três coroas segurando-os juntos enquanto que as seções pontudas exibem um buquê de flores, mantidas juntas por uma única coroa.

## Galeria

Imagens da igreja
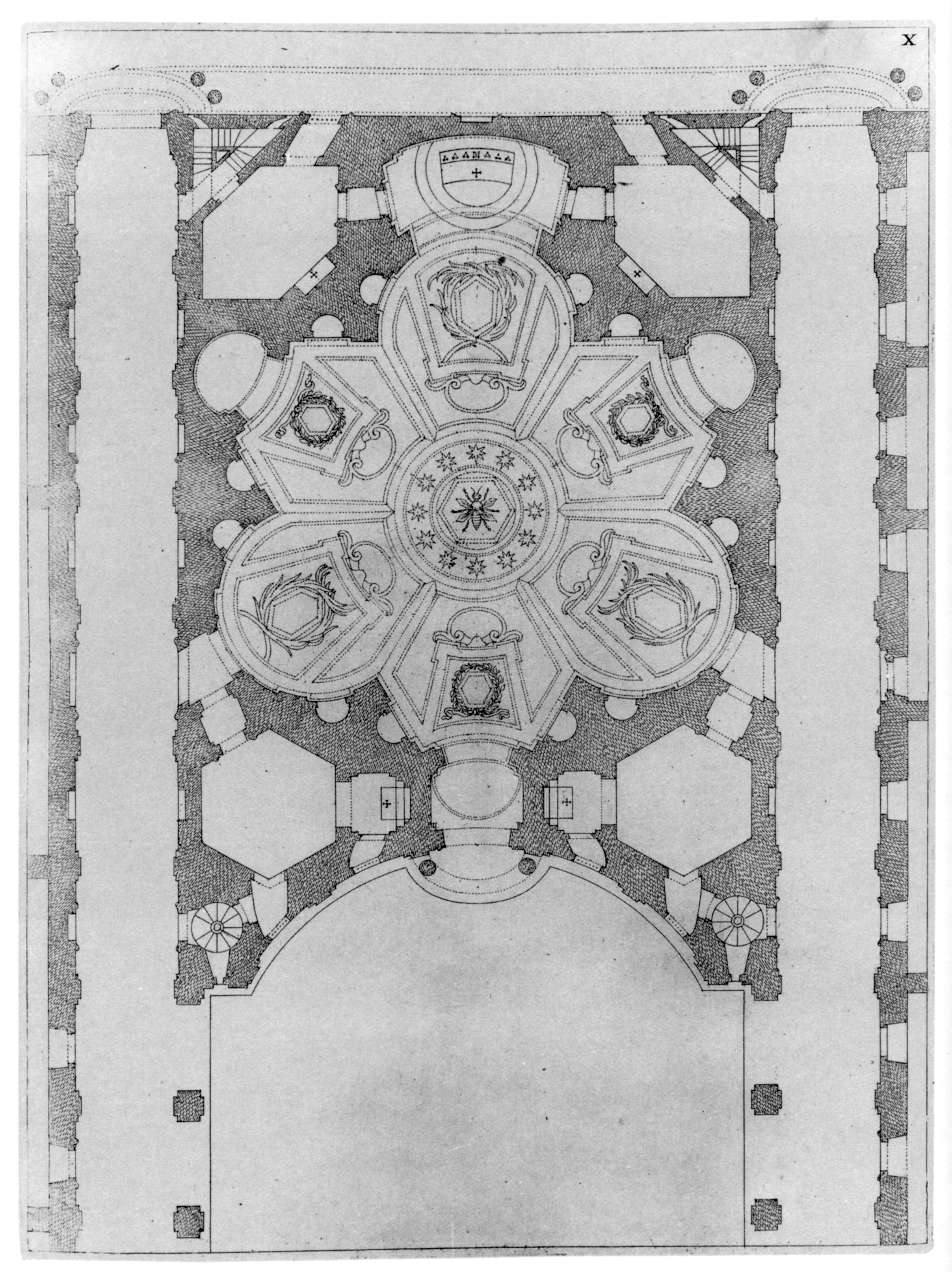
Diagrama da igreja.
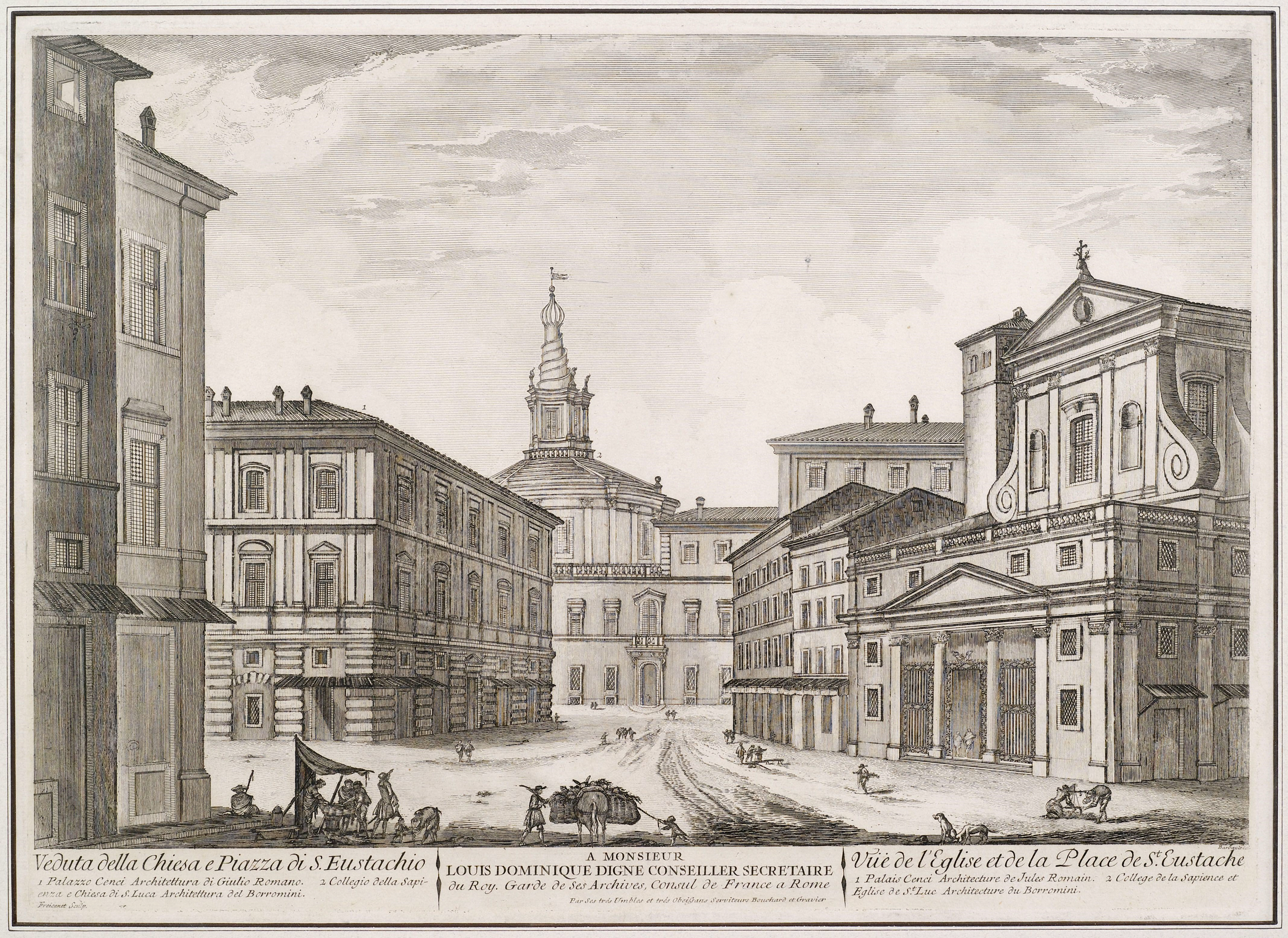
Gravura do século XVIII mostrando Sant'Ivo ao fundo e Sant'Eustachio à direita.
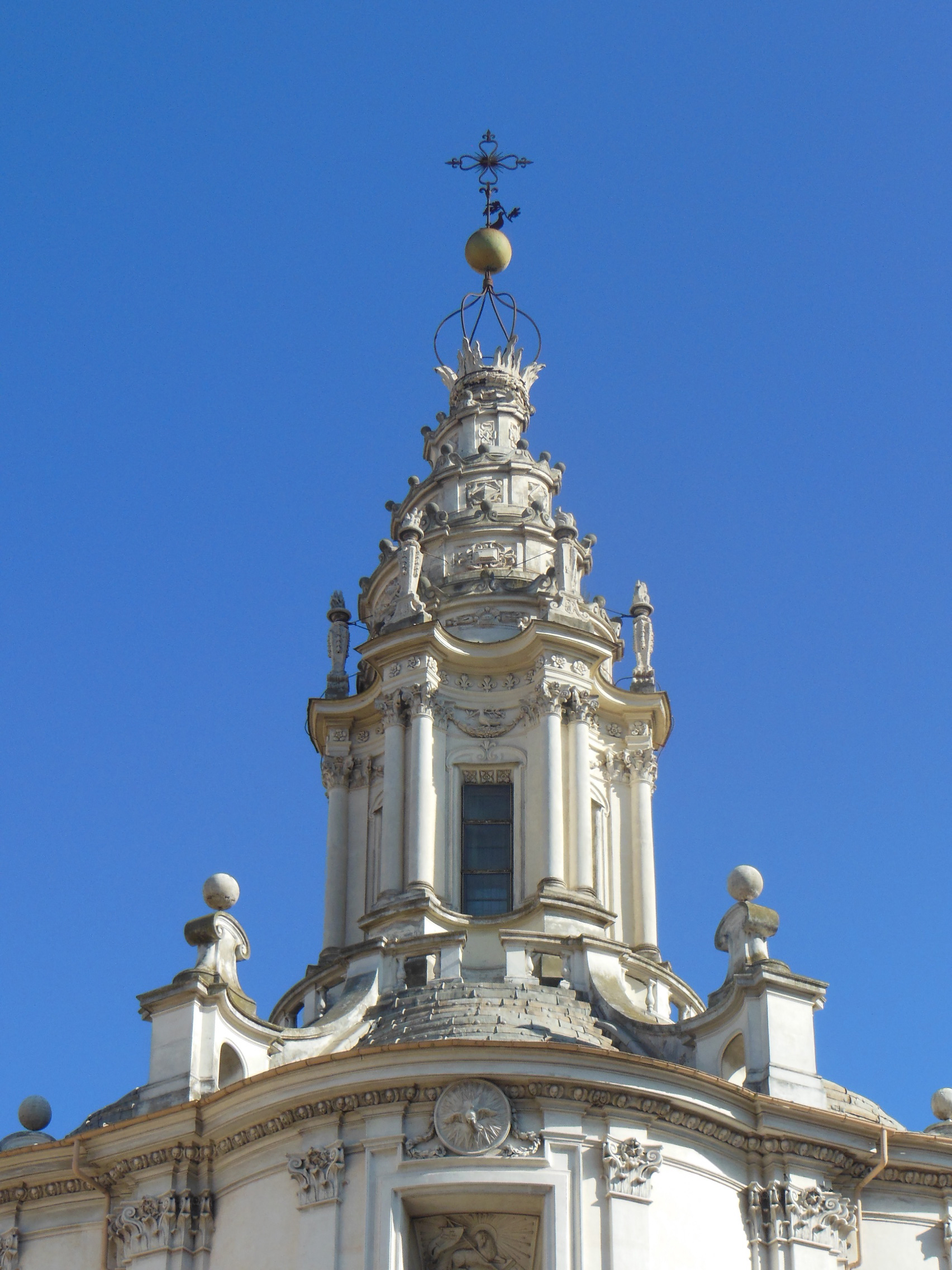
Cume espiralado da lanterna.
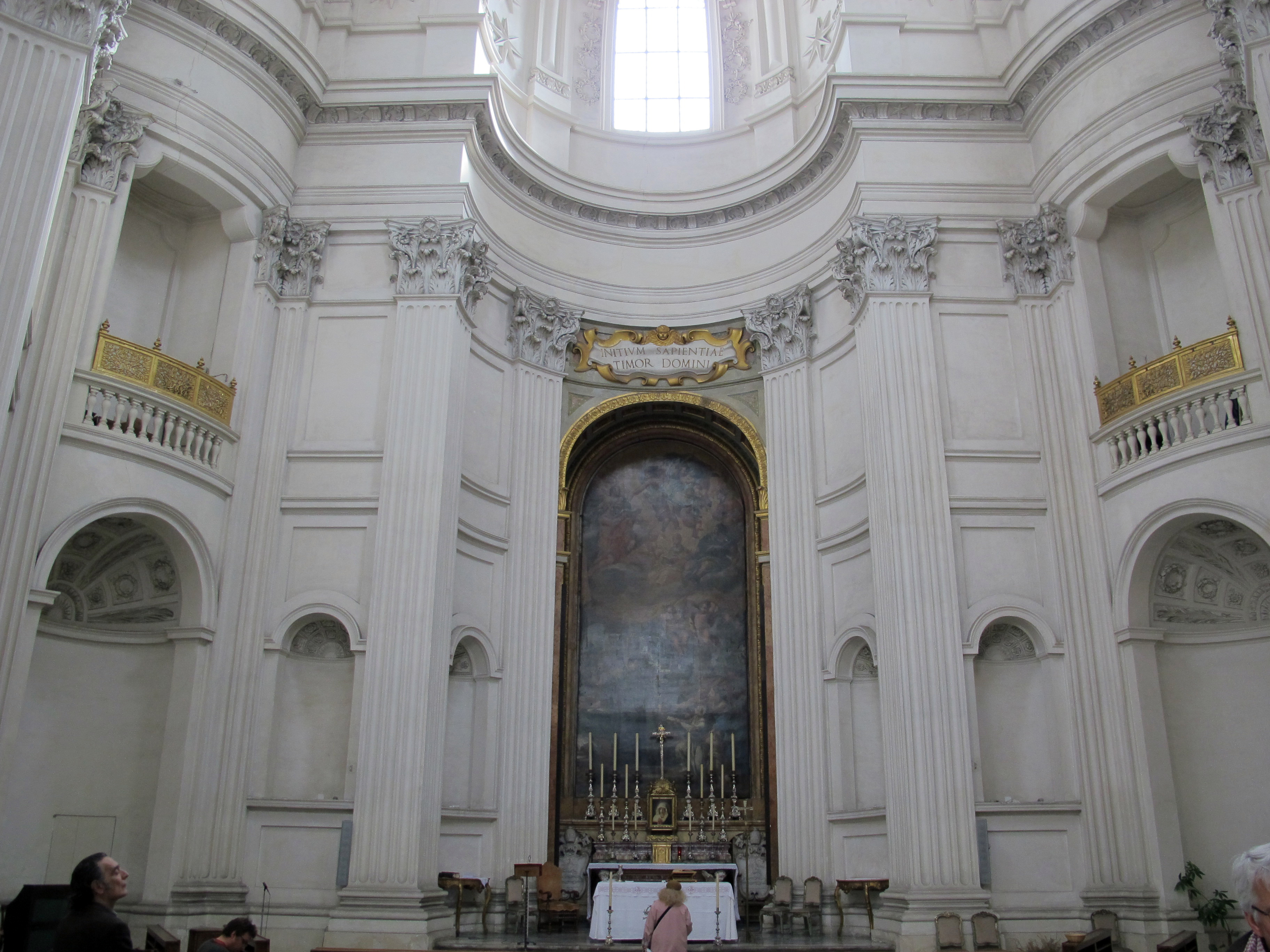
Interior e o altar-mor.
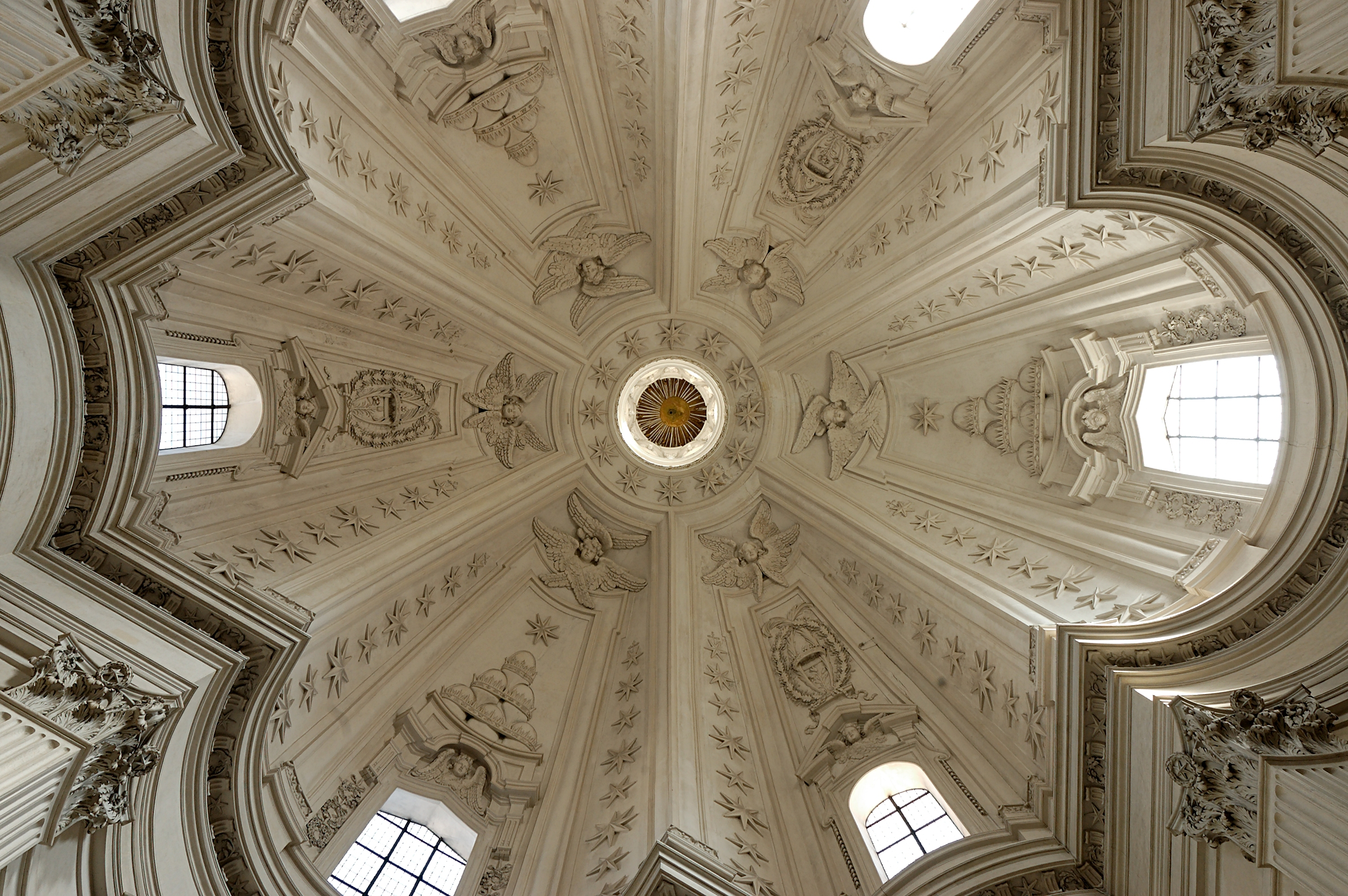
Interior da cúpula.